# Martinkovics Máté
Martinkovics Máté (1994. november 30. –) magyar színész. 

## Életpályája
1994-ben született. Édesapja Thuróczy Szabolcs színművész. A szentesi Horváth Mihály Gimnáziumban érettségizett. 2013-2018 között a Színház- és Filmművészeti Egyetem hallgatója volt. 2018-2019 között a nyíregyházi Móricz Zsigmond Színház tagja volt.

## Filmes és televíziós szerepei
- Bróker Marcsi (2025)
- Egynyári kaland (2019) - Ottó
- Aranyélet (2016) - Kisjorgosz
- Veszettek (2015)